# Acianthera ramosa
Acianthera ramosa é  uma espécie de orquídea (Orchidaceae) que existe em São Paulo, Minas Gerais e Goiás no Brasil e no Equador.

## Publicação e sinônimos
- Acianthera ramosa (Barb.Rodr.) F.Barros, Hoehnea 30: 186 (2003).

Sinônimos homotípicos:
- Pleurothallis ramosa Barb.Rodr., Gen. Spec. Orchid. 1: 17 (1877).